# На спині у чорного кота
«На спині у чорного кота» — білоруська комедія режисера Івана Павлова, знята на кіностудії «Білорусьфільм» у 2008 році. Головні ролі виконали Михайло Жигалов, Валерій Прохоров, Олександр Денисов. Слоган фільму: «Зірвавши великий куш у лотереї, сільські пенсіонери вирушають до Мінська. Задерикувата комедія про дружбу, що не старіє».

## Сюжет
У білоруському вигаданому селі Карамельки живуть два нерозлучні друзі, дід Льоха і дід Саня, які постійно потрапляють у різні ситуації, влаштовуючи вигадливі авантюри. У селі є сільпо, у якого перебувають продавчиня і дружина Сані, Марія, яку Льоха обдурив, повідомивши їй про те, що померла її коза на прізвисько Ізаура. Марія втекла додому, а Льоха лишився. Саня знаходиться у кущах і спостерігає за ним. Льоха і Саня йдуть вулицею та співають пісню «Три танкісти», тут же за ними біжать діти, підспівуючи пісню.
На вулиці знаходиться хлопець на прізвисько Барбариска зі своїми подругами, сестрами-близнюками, біля нього стоїть трактор «Білорус». Льоха і Саня сідають у трактор і виганяють його, влаштовуючи свавілля. Тут же за ними женеться міліція, вони врізаються в стог сіна. Дільничний міліції виявляє, що їх немає в тракторі, вони тікають полем, але їх не видно за стогом сіна. Наступного дня Саня прокидається у себе вдома і не пам'ятає того, що відбулося вчора, у нього з'явився синець під лівим оком. До нього в гості приходить Льоха та приносить йому подарунки і 100 000 доларів. Льоха і Саня сидять за столом, Льоха розповідає йому, як їздив до Мінська, брав участь у лотереї «Ваше лото» і виграв там 100 000 доларів, у цьому йому допомогли ангели-охоронці Іван та Кет. Льоха і Саня сперечаються щодо грошей, вночі у них з'являється ідея, удвох виїхати до столиці.
Наступного дня Льоха та Саня беруть собою вудки, моторний човен і пливуть річкою до каси. З берега за ними спостерігає сусідка Антонівна, тут же приходить Марія і проганяє її. Льоха та Саня приходять до каси та просять касирку замовити поїзд до Мінська. Їм допомогли Іван і Кет, які намагаються запалити цигарку, після чого відбувається гроза, яка вдарила по човну. Льоха та Саня прибувають до Мінська, на залізничний вокзал, де Льоха помічає продавчиню талонів лотереї «Ваше лото». Вийшовши з вокзалу, Льоха і Саня помічають лімузин, що приїхав, за кермом якого сидить Іван, який привіз на гастролі Філіпа Кіркорова. Саня не міг повірити своїм очам, що Кіркоров «справжній». Іван відвозить їх до готелю Hotel Europe Minsk, де їх зустрічає господар на прізвисько Цербер. Льоха і Саня просять його пустити їх, але він їм відмовляє, тут же приходять його охоронці. Льоха намагається з ними впоратися, але ті виганяють їх надвір.
Льоха просить Івана дати йому монтування, щоб впоратися з Цербером та охоронцями, але той йому відмовляє та відвозить їх у салон краси, де їм роблять масаж, стрижки, фарбування волосся, підпилювання нігтів та підбирають костюми. Льоха одягнений у чорний ковбойський капелюх, чорний піджак та чорні брюки, Саня у білий костюм та сірі брюки. Льоха і Саня знову приїжджають у той самий готель, Саня одягає темні окуляри, щоб сховати синець. Цербер та охоронці оцінюють їхні образи та пропускають їх в готель. Зняти кімнату їм допоміг Іван, після чого перетворюється на пір'їнку. Льоха та Саня відвідують казино, Саня помічає ігровий автомат, сідає і випадково ліктем натискає на кнопку обертання, після чого зриває джекпот, йому допомогла Кет, Льоха пишається тим, що той виграв. Льоха та Саня відвідують бар, де п'ють текілу, потім ресторан, де Кет влаштовує танець та подає їм шампанське. Льоха, що випив, спить у кімнаті, два злодії крадуть у нього валізу грошей, Льоха прокидається, женеться за ними, щоб забрати у них валізу, але один з них б'є його туфлею по голові. Після чого вони намагаються зайти в ліфт, але Кет їх умовляє віддати їй валізу, вони зайшли в ліфт, а валіза залишилася в неї.
Кет прилаштовує до голови Льохи пакет із льодом, той прокидається і не пам'ятає того, що відбулося, тут же він виявляє Саню, що лежить у ванній зі склянкою коньяку та сигарою. У будинку Марії перебувають сусідки у чорних хустках і плачуть, тут же приходить Антонівна, одягає хустку, сідає з ними та починає плакати. Льоха та Саня гуляють містом, катаються на атракціоні та стріляють у тирі. Потім відвідують кафе, до них підходить офіціантка, але тут же з нею починає балуватися один із п'яних відвідувачів кафе, Льоха, заступившись за офіціантку, б'є його, вона починає їх лаяти за це, заявивши, що цей відвідувач — її чоловік. Після чого Льоха та Саня їдуть додому на лімузині, вранці сусіди села влаштовують похорон Льохи та Сани, заявивши, що вони загинули на човні під час грози. Похорон супроводжують білоруські музиканти, тут же приїжджають Льоха і Саня і не зрозуміють, що це відбувається, на похороні присутня Марія, яка чує голос Сані і непритомніє. Сусіди починають гнатися за Льохою та Санею, Льоха тікає далеко, Саня не встигає його наздогнати, оскільки він уже сів у човен і сплив туди, де знаходиться його дружина, яка зображена на фотографії у його будинку. Саня кричить Льохі, щоб він його взяв собою, але той його вже не чує, тут же вдається Марія і обіймає Саню. З села їдуть Іван і Кет, після чого з'являється фотографія актора Валерія Прохорова і напис під нею: «Валерій Вікторович Прохоров. Остання роль» і відразу починаються титри.

## У ролях
| Актор                   | Роль                                              |
| ----------------------- | ------------------------------------------------- |
| Михайло Жигалов         | дід Льоха (Олексій Миколайович Кочергін)          |
| Валерій Прохоров        | дід Саня (Олександр Андрійович Перельотний)       |
| Олександр Денисов       | ангел Іван «Сивокрилий» (озвучує Сергій Журавель) |
| Віра Полякова           | ангел Кет                                         |
| Ольга Клебанович        | Марія, дружина діда Сані                          |
| Віра Кавалерова         | Антонівна, сусідка                                |
| Олександр Єфремов       | Барбариска                                        |
| Філіп Кіркоров          | камео                                             |
| В'ячеслав Павлють       | голова                                            |
| Сергій Савенков         | дільничний                                        |
| Вікторія Лукашенко      | онучка діда Льохи (дебют у кіно)                  |
| Павло Вишняков          | злодій                                            |
| Юрій Баранов            | злодій                                            |
| Геннадій Фомін          | Цербер, хазяїн готелю                             |
| Олеся Пухова            | продавчиня в сільпо                               |
| Максим Брагинець        | почет Кет                                         |
| Валерій Кондратьєв      | почет Кет                                         |
| Григорій Соловйов       | почет Кет                                         |
| Олександр Ільїн         | почет Кет                                         |
| Євген Макаров           | кат                                               |
| Олег Радкевич           | пілот                                             |
| Іван Шаппо              | рибалка                                           |
| Дмитро Врангель         | лисий хлопець                                     |
| Ніна Драко              | власниця малолітражки                             |
| Ольга Нефьодова         | касирка                                           |
| Світлана Турова         | адміністраторка                                   |
| Юліанна Міхневич        | дружина діда Льохи                                |
| Олег Ткачов             | міліціонер                                        |
| Георгій Гайдучик        | Том Сойєр                                         |
| Микита Самодралов       | Гек Фінн                                          |
| Зінаїда Пасютіна        | покоївка                                          |
| Олександр Павлов        | диктор                                            |
| Світлана Боровська      | диктор                                            |
| Тетяна Жданова          | господиня                                         |
| Іван Щетко              | хлопець з BMW                                     |
| Ілля Черепко-Самохвалов | хлопець з BMW                                     |
| Елеонора Єзерська       | розкішна жінка                                    |
| Лариса Маршалова        | офіціантка кафе                                   |
| Андрій Перепечко        | п'яний відвідувач кафе                            |

## Зйомки
Зйомки фільму проходили з вересня 2007 до березня 2008 року. Місце зйомок — річка Прип'ять, Лясковичі, Житковичі та інші локації. Оператором фільму працював Андрій Герасимчик, який зняв кілька епізодів кіножурналу «Єралаш». У фільмі знялася онучка президента Білорусі Олександра Лукашенка — Вікторія Лукашенко, якій на момент зйомок було десять років. В одному з епізодів фільму знявся співак Філіп Кіркоров.
Назва «На спині у чорного кота» йшла від сценариста Ігоря Торотько, який вигадав фразу: «Якщо їхати на спині чорного кота, то він вам ніколи не перейде дорогу». Фільм є останньою роботою Валерія Прохорова, який помер 27 березня 2008 року, та Олександра Денисова, який помер 3 березня 2012 року. Світова прем'єра фільму відбулася 11 червня 2008 року. 12 червня 2008 року відбулася прем'єра фільму у мінських кінотеатрах «Жовтень» та «Москва».

## Прем'єра на ТБ
Телевізійна прем'єра фільму відбулася 4 липня 2008 року на каналі «ОНТ».

## Нагороди
- 2008 — Приз за збереження національних традицій у кіно на фестивалі «Золотий Бриг» (Бригантина)[8].